# Carlos Brant
Carlos Brant (Diamantina, 19 de novembro de 1905 — Rio de Janeiro, 18 de março de 1994) foi um futebolista brasileiro, que atuava como zagueiro (líbero) ou volante.

## Carreira

### Sete de Setembro-MG e Atlético-MG
Começou sua carreira no modesto Sete de Setembro, de Belo Horizonte. Depois, no ano de 1927, transferiu-se para o Atlético Mineiro. Caminhava vários quilômetros por dia, para ir treinar no Atlético.
No Galo, jogou até 1932, tendo sido convocado uma vez para a Seleção Brasileira (foi o primeiro jogador do clube a receber uma convocação). Foi também campeão mineiro, em 1927, 1931 e 1932, e integrante da Seleção Mineira. Em 110 jogos pelo Galo, obteve 78 vitórias, 19 empates e apenas 13 derrotas, tendo marcado 36 gols.

### Fluminense
Com a implantação do profissionalismo no futebol do Rio de Janeiro, alguns craques do futebol dos outros estados foram atraídos para a então capital federal, e Carlos Brant foi um deles: chegou ao Fluminense, contratado em fevereiro de 1933.
No Tricolor das Laranjeiras, Brant jogou durante nove anos ininterruptos (entre 1933 e 1941). Foi campeão estadual nos anos de 1936, 1937, 1938, 1940 e 1941, tendo participado daquele que é, para muitos, o melhor elenco do Fluminense na história do futebol carioca.
Atuou 248 vezes pelo Tricolor, tendo assinalado 21 gols, e em 1940 foi novamente convocado pela Seleção Brasileira.
Integrou a Seleção Carioca por inúmeras vezes, sempre sendo apontado como um dos mais profundos conhecedores da posição de líbero. Compensava sua diminuta estatura física com uma colocação admirável e possuía muita técnica: dizia-se, na época, que ninguém sabia "matar" uma bola na ponta da chuteira como Brant.
Grande jogador tecnicamente, Brant também foi um exemplo de disciplina: empregava-se a fundo nas partidas que disputava, porém sempre com lealdade, respeitando o adversário.
Quase uma década depois, totalmente dedicada ao Fluminense, Brant se aposentou no ano de 1941.
Tal dedicação e identificação com o Tricolor não deixaram que Carlos Brant deixasse as Laranjeiras. Durante anos, ele foi um dedicado funcionário da tesouraria do clube, da mesma forma que dedicou-se a comandar a defesa nos seus tempos de volante e zagueiro.

## Títulos
Atlético-MG
- Campeonato Mineiro: 1927, 1928, 1931 e 1932

Fluminense
- Torneio Aberto: 1935
- Campeonato Carioca: 1936, 1937, 1938, 1940 e 1941
- Torneio Municipal do Rio de Janeiro: 1938